# Allgäuer Haufen
Der Allgäuer Haufen war ein Zusammenschluss von Bauern und Handwerkern im deutschen Bauernkrieg von 1524/25 im mittleren und nördlichen Allgäu. Er gehörte zusammen mit dem Baltringer Haufen und dem Seehaufen zu den Gründungsmitgliedern der Christlichen Vereinigung.

## Geschichte

### Gründung des Haufens

#### Vorgeschichte

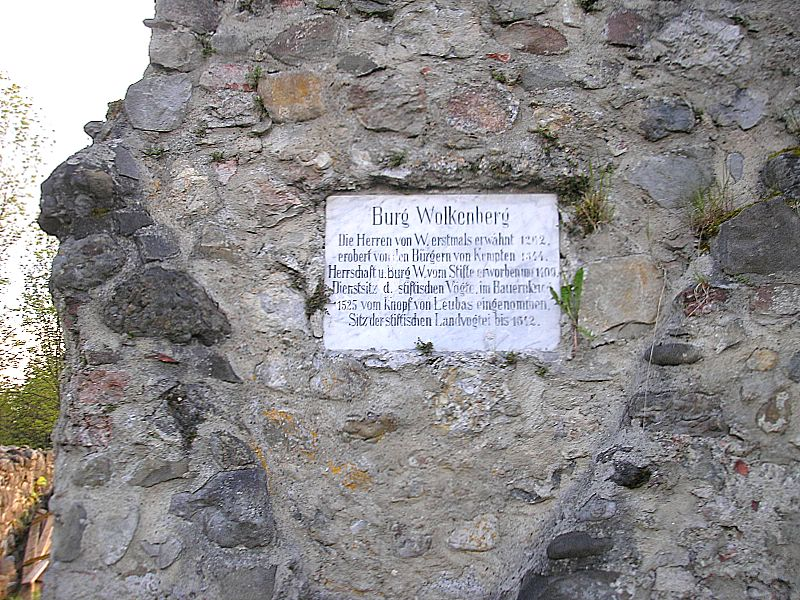
Tafel Burg Wolkenberg

Die Geschichte des Allgäuer Haufens ist eng mit der Geschichte des Stiftes Kempten verknüpft. 1491 gab es eine Missernte, die eine schwere Hungersnot unter der Bevölkerung nach sich zog. Am 15. November 1491 versammelte sich, unter der Führung von Jörg Hug aus Untrasried das gemeine Volk vor dem Stift.
Schon Anfang des letzten Jahrhunderts ergab sich eine verhängnisvolle Entwicklung in Bezug auf die rechtliche Stellung der Bauern, welche aufgrund hoher Steuerlasten oft zu Leibeigenen wurden. Aus Angst vor dem Volk rief die Geistlichkeit des Klosters den Schwäbischen Bund zu Hilfe. Ein halbes Fähnlein von Truppen des Schwäbischen Bundes wurde hinzugezogen. Ihre Hauptleute drohten den Bauern und mahnten zugleich an, den Gehorsam gegenüber der kirchlichen Macht zu zeigen. Nach der Unterredung mit dem Abt und weiteren Personen des Konvents ergaben sich keine Verbesserungen für die Bauern. Die Bauern wussten keinen Ausweg mehr und riefen ihrerseits den Schwäbischen Bund gegen das Fürststift an. Weiterhin wurde ein Bote an den kaiserlichen Hof nach Wien gesandt, wo sich Maximilian I. aufhielt.
Bei einem der abgesandten Boten handelte es sich um Heinrich Schmid aus Leubas, den Vater von Jörg Schmid. Er verschwand spurlos und tauchte nie wieder auf. Es hielt sich das Gerücht unter den Bauern, dass der Schwäbische Bund Heinrich Schmid beseitigen ließ. Der zweite Bote kam bis nach Wien, seine Mission blieb aber wirkungslos. Ehe die Sache zur Austragung kam, griff der Schwäbische Bund mit Waffengewalt ein und vertrieb die Bauern. Abt Johann von Riedheim ließ es damit bewenden, gab aber den Befehl Burg Liebenthann zu befestigen und dort ein umfangreiches Waffenlager anzulegen.
Da das Erbrecht im Gebiet des Fürststiftes bestimmte, dass Eigenleuten im Todesfall die Hälfte des Besitzes eingezogen wurde, verarmte die Familie Schmid. Der Sohn Jörg Schmid gehörte nun dem städtischen Proletariat in Kempten an. Er tauchte in den Listen der Stadt als Bleicherknecht auf. Noch ein weiteres Mal taucht sein Name in den Gefängnislisten auf. Dort musste er die Urfehde schwören. 1523 suchte eine Pestepidemie die Stadt heim. Ihr fiel auch der Abt zum Opfer.

#### Bündelung
Das Amt des Fürstabts wurde in den Jahren 1523 bis 1536 von Sebastian von Breitenstein besetzt. Er war bei seinem Amtsantritt 59 Jahre alt. Im selben Alter, einige Monate vor Amtsübernahme, ließ er sich erst zum Priester weihen. Bisher war Breitenstein der Priesterweihe immer ausgewichen. Er hatte einen leiblichen nicht-ehelich geborenen Sohn und diese Tatsache rührte an seiner Ehre. Er wagte es nicht, das Gebiet des Fürststiftes mit seinen 17 Pfarreien zu seiner Huldigung zu versammeln. Er besuchte die Pfarreien einzeln und ließ sich einzeln huldigen. In allen Pfarreien traf er auf Widerstand. Er versprach auf Lichtmeß 1524 die gesamte Landschaft des Stiftes einzuberufen. Dieses Versprechen hielt er nicht ein. Die folgenden eineinhalb Jahre ließ er immer neuere Abordnungen der Bauern kommen und Tagsatzungen anberaumen. Die Kosten dieser insgesamt 12 Verhandlungen beliefen sich auf 4000 Gulden, die die Bauern zu bezahlen hatten. 
Die 13. Versammlung wurde nun am Montag nach den Heiligen Drei Königen am 9. Januar 1525 zu Obergünzburg einberufen. Es ging dabei um die Wiederherstellung der jeweils auf tieferer Stufe gedrückten Freien und Zinser. Im Verlaufe der Verhandlungen übergaben die Bauern dem Fürstabt ein Buch mit 1200 Namen mit ehemals freien Zinsern und Zinserinnen. Aber auch diese Versammlung blieb ohne Erfolg.
Zum 23. Januar 1525 versammelten sich die Bauern der gesamten Landschaft unter der Führung von Jörg Schmid in Leubas vor den Toren Kemptens. Bisher war Schmid immer nur einer der Abgesandten der Bauern gewesen. Jörg Täuber aus Heising, der ein ähnliches Schicksal hatte wie er, wurde sein Verbündeter. Dort beschloss man einstimmig, eine Klage beim Schwäbischen Bund einzureichen. Eine notariell aufgesetzte Protest- und Klageurkunde wurde durch Jörg Schmid dem Bundeshauptmann Walter Hürnheim zu Ulm persönlich übergeben. Danach ging die Reise Schmids weiter nach Tübingen zu Jakob Hünninger, bei dem Jörg Schmid Rechtsauskünfte einholte.
Es ging den Bauern um die Wiederherstellung des sogenannten alten Rechtes. Das Schlagwort vom göttlichen Recht machte die Runde. Das Recht, das direkt von Gott kommt und den Menschen zum Menschen macht. Dieses Recht glaubten die Bauern in der Bibel gefunden zu haben. Dieser Gedanke findet sich unter anderem zuerst bei John Wyclif. Obwohl das Evangelium keinen Hinweis auf eine neue Weltordnung liefert, nur vom Reich Gottes spricht und Paulus in seinen Briefen die Sklaverei nicht verneint. Die Freiheit des getauften Christenmenschen ist allein seine Freiheit von Sünde. Wyclifs Gedanken vom göttlichen Recht nimmt auch der in St. Gallen geborene und in Memmingen wirkende Reformator Christoph Schappeler auf und trägt sie unters Volk. 
Am 14. Februar 1525 versammelten sich Untertanen des Fürststifts von Kempten in Sonthofen und beschlossen das nun sogenannte göttliche Recht gegen die Geistlichkeit, den Schwäbischen Bund und den Kaiser in Wien durchzusetzen. Der Allgäuer Haufen war zwischen 7000 und 9000 Mann stark, verstärkt um Landsknechte. Am 20. Februar 1525 erschien Bartholme Frey in Tübingen und rief Schmid ins Allgäu zurück; man bedürfe keines Rechts mehr.

### Christliche Vereinigung
Die weitere Entwicklung in der Region wurde zunächst eher nicht, aber mittelfristig sehr stark durch Ereignisse außerhalb des Landes beeinflusst: Am 24. Februar 1525 besiegte das kaiserliche Heer in der Schlacht bei Pavia unter Kaiser Karl V. die französischen Truppen von König Franz I.

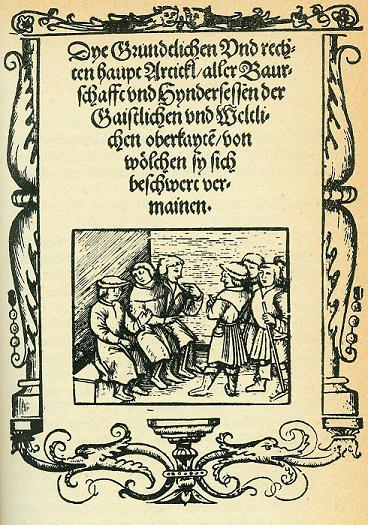
Titelblatt Zwölf Artikel vom 20. März 1525

Am 27. Februar 1525 läuteten die Glocken von Dietmannsried ein vereinbartes Alarmzeichen und Knopf veranlasste, dass ein Teil des Allgäuer Haufens sich nach Dietmannsried begab. Es kam zu einer weiteren Zusammenkunft in Leubas. Dort wurde bekannt, dass der Fürstabt von Kempten in seine befestigte Burg Liebenthann geflohen war. Gleichzeitig erschien eine Ratsgesellschaft aus Kempten und vermeldete, dass sie den Bauern nahestehen.
Am 6. März 1525 versammelten sich über 50 Bauernführer des Baltringer Haufens, des Seehaufens und des Allgäuer Haufens in Memmingen. Dort gründeten sie die Christliche Vereinigung. Sebastian Lotzer wurde der Schriftführer der Christlichen Vereinigung. Am 20. März kamen ihre Abgesandten wieder zusammen und erklärten die Zwölf Artikel und die Bundesordnung.
Der Allgäuer Haufen bildete einen Ausschuss, der sich am 4. März 1525 in Kempten zusammensetzte. Zum Führer und Hauptmann des Allgäuer Haufens wurde Walther Bach von Oy, der Erfahrungen in Frundsbergs Armee gesammelt hatte und sich auf die neue Kriegstaktik verstand.
Der Schwäbische Bund betrachtete diese Zusammenkünfte mit Argwohn. Sein Kanzler Leonhard von Eck, ein Bayer, bezeichnete die Zusammenkünfte als einen Bauernaufstand, ein vom Teufel angefachtes Schadenfeuer, das es mit rücksichtsloser Gewalt auszutreten galt. Er fand in dem Heerführer Georg Truchseß von Waldburg einen Verbündeten, der dies ähnlich sah und zunächst am 4. April 1525 den Baltringer Haufen in blutigem Kampfe besiegte. In der Schlacht bei Leipheim starben über 1000 Bauern.
Weiterhin wurden die aus Nord-Italien zurückkehrenden Landsknechte unter Frundsberg durch den Schwäbischen Bund rekrutiert. Der Schwäbische Bund forderte die Bauern auf, die Waffen niederzulegen.
Die Meldung von der Niederlage der Baltringer war dem Allgäuer Haufen nicht bekannt, als er am Karfreitag den 2. April 1525 Burg Liebenthann belagerte. Zunächst wurden alle Zufahrten zur Burg gesperrt und das Wasser abgegraben. Während der Belagerung wurde von einer weiteren Gruppe das Fürststift in Kempten gewaltsam geplündert. Am 4. April 1525 wurde Burg Wolkenberg geplündert. Dasselbe geschah mit den Burgen und Schlössern in Hohentann, Unterthingau und Schwabelsberg bei Kempten. Am 9. April war Burg Liebenthann nun schon bald eine Woche lang belagert. Vor dem aufgezogenen Kemptner Rat, der zur Vermittlung erschien, ergab sich der Fürstabt. Jörg Schmid erhielt vom Burgschatz 300 Gulden, zwei Pferde und etliches Bettzeug.
Der ganze Schatz, den die Bauern nun plünderten, war beträchtlich. Bargeld, Monstranzen, Silbergeschirr, Reliquienschreine und weiteres Kirchengerät im geschätzten Wert von 60.000 Gulden; dazu kamen die Vorräte an Salz, Mehl, Getreide, Wein, 33 Bettstellen, 60 Stückbüchsen, 6 Halbschlangen und die wertvollen Bestände des Stiftarchivs. Alles wurde unter 140 Pfarrgemeinden verteilt. Den Abtstab verkaufte man für 50 Gulden. Auch die Schlösser in Angelberg, Schloss Mattsies und Schloss Imrazhofen wurden geplündert. 
Unter den Bauern kam es zu internen Streitigkeiten. Am 2. Mai empfahl Jörg Schmid dem Haufen bei einer Versammlung auf der Schweigwiese bei Durach, nicht dem Vertrag mit dem Seehaufen beizutreten. Am 10. Mai wurde Walther Bach von Oy seines Amtes enthoben, der Landsknechtuniform beraubt und in grobes Bauernzeug gesteckt. Paulin Probst von Ettwiesen wurde der neue Heerführer der Bauern.
Inzwischen hatte der Truchsess mit seinem Bundesheer die Aufstände in Oberschwaben und in Franken niedergeschlagen. Am 3. Juni 1525, dem Tag vor dem Pfingstfest, marschierte Georg von Frundsberg, der Sieger der Schlacht von Pavia, in Füssen ein. Der Truchsess bekam auf Veranlassung vom Schwäbischen Bund von diesen Heimkehrern neue Truppen. Damit standen 3000 kampferprobte Landsknechte zusätzlich für den Kampf gegen die Bauern bereit.
Am 11. Juli 1525 traf der Truchsess mit 6000 Landsknechten und 1500 Reitern in Wolfertschwenden ein. Ihm gegenüber an der anderen Seite der Hügel warteten 3000 bewaffnete Bauern, die an der Grenze des Allgäus lagerten.

### Gefecht bei Schrattenbach und Ende

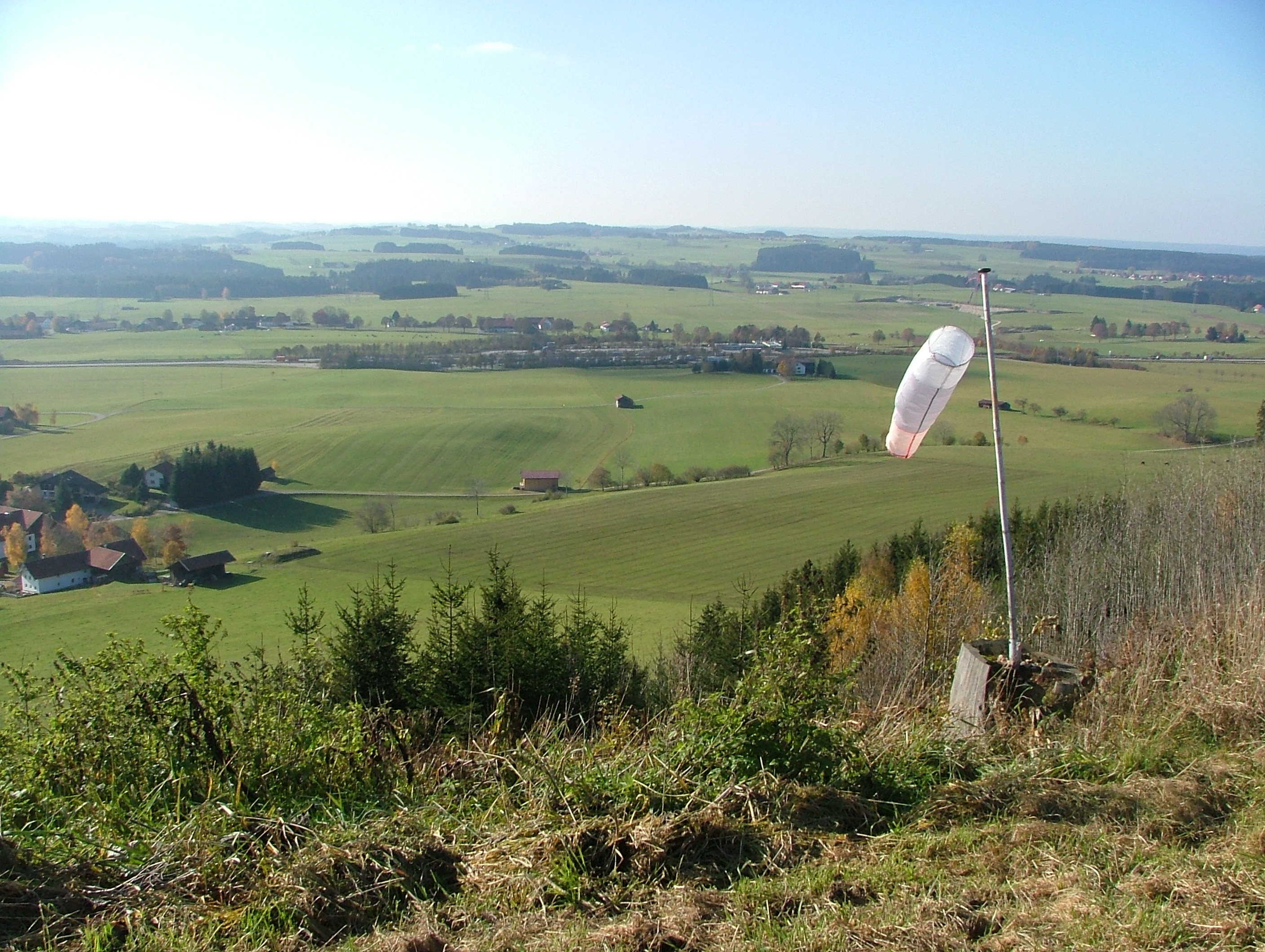
Erste Gefechtsberührung bei Schrattenbach

Am Abend des Tages kam es bei Schrattenbach zu einem ersten Gefecht. Frundsberg bot dem Haufen noch eine Vermittlung an. Auch Erzherzog Ferdinand sprach beim Schwäbischen Bund vor. Die Hauptsorge von Waldburgs war, dass sich die Bauern in das Hochgebirge zurückziehen könnten. In diesem Falle war er entschlossen, Frauen und Kinder den Bauern nachzusenden und ihre Behausungen und Hofstätten niederzubrennen. Der Hilferuf der Allgäuer an den Seehaufen war mit Ablehnung quittiert worden. Man wollte den Weingartner Vertrag nicht brechen. Auch die anderen Allgäuer Haufen, der Pfrontner und Obergünzburger Haufen, wollten dem Allgäuer Haufen nicht beistehen. 
Die bewaffneten Bauern hatten inzwischen eine strategisch gute, nach drei Seiten abgesicherte Stellung auf einem Hügel. Insgesamt hatten sich 23.000 Mann versammelt; es fehlte aber an Verpflegung und Munition. Schlechte Disziplin und unzureichende Gefechtserfahrung im Feld ließen einen Überraschungsangriff der Bauern auf den Truchsess scheitern.
Frundsberg verhandelte noch einmal mit seinem früheren Waffengefährten Walther Bach von Oy und bot ihm Geld an, wenn er die Stellung räumen sollte. In der Nacht vom 14. auf den 15. Juli räumte dieser die Stellung und rettete damit Tausenden von Bauern das Leben. Einen Rest des Haufens von ca. 9000 Mann führte er auf den Kohlenberg bei Sulzberg. Ihr einziges Geschütz ließen die Bauern zurück.
Der Truchsess brannte Leubas, Ursulasried, Leupolz und Betzigau nieder. Die Bauern sahen von Sulzberg aus die Rauchsäulen ihrer brennenden Dörfer; es waren insgesamt 200 Bauernanwesen. Vor dem Duracher Felde, wo die Bauern mehrmals getagt hatten, schlug der Truchsess sein Feldlager auf. Nun forderte er sie zur Kapitulation auf. Die Bauern kamen dem nach, verließen Jörg Schmid und kapitulierten auf Gnade oder Ungnade. 70 Rädelsführer wurden in der Kirche von Durach eingesperrt. 18 ließ der Truchsess sofort enthaupten.
Jörg Schmid floh nach Rankweil in Vorarlberg. Dort wurde er verraten, gefangen genommen und im Gefängnis von Bludenz eingesperrt, verhört und gefoltert. Ihm wurden 30 Fragen vom Schwäbischen Bund und 57 Fragen vom Kempter Fürstabt gestellt. Das Todesurteil, welches Schmid erflehte, wurde gesprochen. Erzherzog Ferdinand wollte es aber nicht akzeptieren.
Der Schwäbische Bund bestand auf den Vollzug der Hinrichtung von 17 Rädelsführern; sie wurden in Eisen gelegt, nach Bregenz überstellt und im Stadtmauerturm eingekerkert. In der Nacht zum 20. Januar 1526 konnten alle außer Jörg Schmid und sein engster Vertrauter, der Conz Wirt, fliehen. Beide wurden am 21. Januar 1526 zwischen Bregenz und Lochau an einer Eiche gehängt.

## Gedenken
- Anlässlich des 500. Jubiläums des Bauernkriegs wurden im Jahr 2025 im Allgäu 13 Stelen errichtet, die an die damaligen Ereignisse und Aktionen des Allgäuer Haufens erinnern. Initiiert wurden sie unter anderem vom Allgäuer Heimatbund e.V. im Rahmen des Projekts „Freiheit braucht Courage – 500 Jahre Bauernkrieg“. Sie befinden sich in den Orten: Irsee, Pforzen, Ingenried, Schlingen, Eggenthal, Baisweil, Lauchdorf, Kaufbeuren-Spitalhof, Kaufbeuren-Kemnat, Roßhaupten, Marktoberdorf, Obergünzburg, Kleinkitzighofen.[1]